# Нитробензен
Нитробензенът е органично съединение с химична формула C6H5NO2. Това е неразтворимо във вода бледожълто масло с миризма, наподобяваща бадем. При замръзване образува зеленикаво-жълти кристали. Произвежда се в голям мащаб от бензол като прекурсор до анилин. Понякога се използва в лабораторни условия като разтворител, особено за електрофилни реагенти.
Нитробензенът е силно токсичен и се абсорбира през кожата. Продължителното излагане на този химикал може да доведе до сериозни поражения по централната нервна система, нарушено зрение, поражения по черния дроб или бъбреците, анемия и белодробно раздразнение.